# Cristiano Scazzola
Cristiano Scazzola (Loano, 20 luglio 1971) è un allenatore di calcio ed ex calciatore italiano, di ruolo centrocampista, collaboratore tecnico del Como.

## Biografia
Figlio d'arte (il padre Carlo ha militato nella Carrarese, nella Torres e nell'Arezzo negli anni Sessanta), dopo il ritiro si è stabilito a Marina di Carrara.

## Caratteristiche tecniche

### Giocatore
Giocava come ala destra; era abile nel dribbling e dotato di un potente tiro, che sfruttava sui calci piazzati.

## Carriera

### Giocatore
Inizia a giocare nel Borghetto, da cui passa alle giovanili del Savona, dove è allenato da Vittorio Panucci (padre di Christian). Si trasferisce poi al Genoa, con cui completa la trafila del settore giovanile ed esordisce in prima squadra nella Coppa Italia 1990-1991, il 14 novembre 1990, sul campo della Roma.
Con i Grifoni non viene mai impiegato in gare di campionato, e nell'estate 1991 si trasferisce alla Massese, disputando due stagioni da riserva in Serie C1. Passa poi allo Spezia, sempre in terza serie: nella formazione bianconera ottiene il posto da titolare, realizzando 6 reti in 30 presenze, e viene ingaggiato dal Fiorenzuola, allenato da Giancarlo D'Astoli. Con i piacentini disputa due campionati di Serie C1, sfiorando la promozione tra i cadetti nel 1995, e partecipa alla Coppa Italia di Serie A e B, nella quale realizza un gol contro l'Inter.
Nel 1996 fa ritorno al Genoa, con cui debutta in Serie B. La seconda esperienza con i rossoblù dura pochi mesi: dopo aver totalizzato 10 presenze in campionato nel gennaio 1997 si trasferisce al Modena, dove rimane per un anno e mezzo offrendo un rendimento inferiore alle attese, anche a causa di alcuni infortuni. Nell'estate 1998 passa in prestito al Lecco, e l'anno successivo scende in Serie C2 con l'Alessandria: con i grigi ottiene la promozione in Serie C1, mentre nella stagione successiva non evita la retrocessione, pur realizzando 8 reti con le quali è capocannoniere della squadra.
Nelle stagioni successive milita sempre tra Serie C1 e Serie C2, cambiando squadra ogni stagione: veste le maglie di Monza, Lumezzane, Paternò, Ivrea, di nuovo Monza e infine Pisa, con cui ottiene la salvezza dopo i play-out. Al termine della stagione lascia il calcio professionistico e viene ingaggiato dalla Pro Belvedere, militante in Serie D: qui disputa quattro campionati, diventando capitano della squadra e contribuendo alla promozione in Lega Pro Seconda Divisione nel 2009. Dopo un'ultima stagione a Vercelli (trascorsa nel duplice ruolo di giocatore e vice-allenatore dei gialloverdi) chiude con il calcio giocato nel 2010, all'età di 39 anni.

### Allenatore
Nella sua ultima stagione da calciatore ricopre anche il ruolo di vice dell'allenatore Gian Cesare Discepoli. Dopo il ritiro e il cambio di denominazione della Pro Belvedere in Pro Vercelli diventa allenatore delle giovanili e in seguito della Primavera della squadra piemontese.
Nell'estate 2013 viene promosso alla guida della prima squadra, appena retrocessa in Lega Pro Prima Divisione. Ottiene la promozione in Serie B al termine dei play-off, battendo in finale il Südtirol, e nel luglio 2014 viene riconfermato con un contratto biennale. Dopo aver ottenuto la salvezza nella stagione 2014-2015, l'11 ottobre 2015 viene esonerato dopo la sconfitta nel derby con il Novara.
Il 12 dicembre 2016 viene scelto come nuovo tecnico del Siena, al posto dell'esonerato Giovanni Colella; lascia la squadra toscana al termine della stagione.
Il 10 giugno 2017 diventa l'allenatore della Casertana. Viene tuttavia esonerato il successivo 1º ottobre.
Il 23 luglio 2018 viene ingaggiato dal Cuneo, sempre in Serie C. Seppur disputanto una buona stagione non riesce ad evitare la retrocessione ai play-out, in quanto gravato da ben 25 punti di penalità.
L'11 giugno 2019 firma con l'Alessandria, sempre in terza serie, venendo però esonerato il 20 gennaio 2020.
Il 26 gennaio 2021 viene nominato nuovo tecnico del Piacenza subentrando a Vincenzo Manzo. A fine stagione conquista la salvezza e successivamente rinnova per due anni con i lupi. Dopo essersi piazzata al 9º posto, la squadra emiliana viene eliminata al primo turno dei play-off per mano della Juventus U23 (0-0) per via del peggior piazzamento in classifica. Non viene così confermato, salvo essere richiamato il 3 ottobre seguente al posto dell'esonerato Manuel Scalise. Viene esonerato il 18 febbraio 2023 con la squadra piacentina penultima in classifica.
Il 5 febbraio 2024 viene nominato nuovo tecnico del Monterosi Tuscia, ultimo nel girone C di Serie C con 15 punti dopo 24 turni. Mette insieme 10 punti in 14 partite terminando all'ultimo posto e accede ai play-off dove ha la peggio contro il Potenza retrocedendo.

## Statistiche

### Statistiche da allenatore
Statistiche aggiornate al 5 febbraio 2024.
| Stagione             | Squadra             | Campionato          | Campionato | Campionato | Campionato | Campionato | Coppe nazionali | Coppe nazionali | Coppe nazionali | Coppe nazionali | Coppe nazionali | Coppe continentali | Coppe continentali | Coppe continentali | Coppe continentali | Coppe continentali | Altre coppe | Altre coppe | Altre coppe | Altre coppe | Altre coppe | Totale | Totale | Totale | Totale | % Vittorie |
| Stagione             | Squadra             | Comp                | G          | V          | N          | P          | Comp            | G               | V               | N               | P               | Comp               | G                  | V                  | N                  | P                  | Comp        | G           | V           | N           | P           | G      | V      | N      | P      | %          |
| -------------------- | ------------------- | ------------------- | ---------- | ---------- | ---------- | ---------- | --------------- | --------------- | --------------- | --------------- | --------------- | ------------------ | ------------------ | ------------------ | ------------------ | ------------------ | ----------- | ----------- | ----------- | ----------- | ----------- | ------ | ------ | ------ | ------ | ---------- |
| 2013-2014            | Pro Vercelli        | 1D                  | 30+5       | 14+4       | 15+1       | 1+0        | CI+CI-LP        | 1+2             | 0+1             | 0+0             | 1+1             | -                  | -                  | -                  | -                  | -                  | -           | -           | -           | -           | -           | 38     | 19     | 16     | 3      | 50,00      |
| 2014-2015            | Pro Vercelli        | B                   | 42         | 12         | 13         | 17         | CI              | 1               | 0               | 0               | 1               | -                  | -                  | -                  | -                  | -                  | -           | -           | -           | -           | -           | 43     | 12     | 13     | 18     | 27,91      |
| lug.-ott. 2015       | Pro Vercelli        | B                   | 7          | 1          | 2          | 4          | CI              | 1               | 0               | 0               | 1               | -                  | -                  | -                  | -                  | -                  | -           | -           | -           | -           | -           | 8      | 1      | 2      | 5      | 12,50      |
| Totale Pro Vercelli  | Totale Pro Vercelli | Totale Pro Vercelli | 84         | 31         | 31         | 22         |                 | 5               | 1               | 0               | 4               |                    | -                  | -                  | -                  | -                  |             | -           | -           | -           | -           | 89     | 32     | 31     | 26     | 35,96      |
| dic. 2016-2017       | Siena               | LP                  | 20         | 7          | 1          | 12         | CI-LP           | -               | -               | -               | -               | -                  | -                  | -                  | -                  | -                  | -           | -           | -           | -           | -           | 20     | 7      | 1      | 12     | 35,00      |
| lug.-ott. 2017       | Casertana           | C                   | 5          | 1          | 1          | 3          | CI              | 1               | 0               | 0               | 1               | -                  | -                  | -                  | -                  | -                  | -           | -           | -           | -           | -           | 6      | 1      | 1      | 4      | 16,67      |
| 2018-2019            | Cuneo               | C                   | 37+2       | 11         | 14         | 12+2       | CI-C            | 2               | 0               | 0               | 2               | -                  | -                  | -                  | -                  | -                  | -           | -           | -           | -           | -           | 41     | 11     | 14     | 16     | 26,83      |
| 2019-gen. 2020       | Alessandria         | C                   | 21         | 7          | 8          | 6          | CI+CI-C         | 1+2             | 0+1             | 0+0             | 1+1             | -                  | -                  | -                  | -                  | -                  | -           | -           | -           | -           | -           | 24     | 8      | 8      | 8      | 33,33      |
| gen.-giu. 2021       | Piacenza            | C                   | 18         | 9          | 4          | 5          | -               | -               | -               | -               | -               | -                  | -                  | -                  | -                  | -                  | -           | -           | -           | -           | -           | 18     | 9      | 4      | 5      | 50,00      |
| 2021-2022            | Piacenza            | C                   | 38+1       | 12         | 14+1       | 12         | CI-C            | 4               | 2               | 1               | 1               | -                  | -                  | -                  | -                  | -                  | -           | -           | -           | -           | -           | 43     | 14     | 16     | 13     | 32,56      |
| ott. 2022- feb. 2023 | Piacenza            | C                   | 22         | 5          | 7          | 10         | CI-C            | 2               | 1               | 1               | 0               | -                  | -                  | -                  | -                  | -                  | -           | -           | -           | -           | -           | 24     | 6      | 8      | 10     | 25,00      |
| Totale Piacenza      | Totale Piacenza     | Totale Piacenza     | 79         | 26         | 26         | 27         |                 | 6               | 3               | 2               | 1               |                    | -                  | -                  | -                  | -                  |             | -           | -           | -           | -           | 85     | 29     | 28     | 28     | 34,12      |
| feb.-giu. 2024       | Monterosi Tuscia    | C                   | 14+2       | 5          | 5+1        | 4+1        | CI-C            | -               | -               | -               | -               | -                  | -                  | -                  | -                  | -                  | -           | -           | -           | -           | -           | 16     | 5      | 6      | 5      | 31,25      |
| Totale carriera      | Totale carriera     | Totale carriera     | 264        | 88         | 87         | 89         |                 | 17              | 5               | 2               | 10              |                    | -                  | -                  | -                  | -                  |             | -           | -           | -           | -           | 281    | 93     | 89     | 99     | 33,10      |

## Palmarès

### Giocatore
- Campionato italiano Serie D: 1

Pro Belvedere: 2008-2009 (girone B)